# Porozovo
Porozovo (rusky Порозово) je vesnice v Rusku ve Ivanovské oblasti.